# Pustolovine Milesa Vorkosigana
Pustolovine Milesa Vorkosigana  je zbir znanstveno fantastičnih romana koje je napisala Lois McMaster Bujold, čiji je glavni junak Miles Vorkosigan, osakaćeni aristokrat s planeta Barrayar koji je vodio svoju vlastitu flotu plaćenika već u dobi od sedamnaest godina.
Priče Vorska igra, Barrayar i Ples zrcala osvojile su nagradu Hugo za najbolji roman, dok su Slobodni pad, Pamćenje i Građanska dužnost bili nominirani ali je nisu osvojili.
Krhotine časti i Barrayar odnose se na Milesove roditelje, dok je radnja priča Snotkalčeva nedoumica, Slobodni pad i Ethan od Athosa smještena u isti svemir kao i ostale priče ali u njima ne sudjeluje niti Miles niti netko drugi iz njegove obitelji.
Pripravnik za ratnika prva je knjiga koja je prodana iz ove zbirke, ali tu knjigu autorica nije prvu napisala niti je kronološki prva u samoj sagi. To je zapravo drugi napisani roman, nakon Krhotina časti. Ali obje knjige bile su odbijene od strane izdavačkih kuća. Pripravnik za ratnika bio je odbijan četiri puta, sve dok ga nije izdala kuća Bean Books i tako je započela Bujoldina spisateljska karijera. Baen Books otkupili su prava za Pripravnika za ratnika i naknadno su pristali otkupiti i ostale knjige.

## Podloga radnje

### Crvotočni Neksus
Putovanje između zvjezdanih sistema omogućeno je putem crvotočina. To su prostorne anomalije koje postoje u svih pet dimenzija, putem njih može se ostvariti trenutno putovanje od jedne zvijezde do druge. Većina putovanja od jednog nastanjenog sistema do drugog zahtijevaju više od jednog skoka. Svemirski brodovi iskorištavaju umjetnu gravitaciju kako bi mogli postići ogromno ubrzanje putem kojeg su u stanju prijeći iz jedne crvotočine u drugu samo u okviru nekoliko sati ili dana. Sustav crvotočina koji povezuje sve naseljene svjetove naziva se crvotočnim Neksusom, što se odnosi na njihovu međupovezanost.
Život u neksusu je poprilično raznovrstan. Neki ljudi žive u svemirskim nastambama s umjetnom gravitacijom i nikad nisu kročili na neki od planeta. Osim svemirske industrije, staništa su postavljena blizu crvotočnih skočnih točki kako bi se nadgledala međuzvjezdana putovanja. Skočne točke također su čuvane od strane vojnih postaja, a koje služe i kao carinski prelazi.
Moguće je napasti naseljeni sustav kroz crvotočinu, iako postoje i načini kojima se može na neko vrijeme blokirati prolaz kroz crvotočinu tako da se pošalje brod da se uništi usred svog skoka kroz nju. Kako je teško nadomjestiti crvotočne skočne pilote ovakva metoda se veoma rijetko primjenjuje čak i od strane onih društava, poput Barrayarskog, u kojima se život pojedinca malo cijeni. Kako je Miles Vorkosigan jednom primijetio, najbolji način da se osvoji crvotočina jest da je se zauzme s obje strane istovremeno. Ovime se otvorio prostor za zaplete koji uključuju prijevaru i manipulaciju.
Nastanjeni planeti neksusa dom su različitih ljudskih društvenih uređenja, od planeta poput Athosa čija je čitava populacija isključivo muška, liberalne i tehnološki napredne kolonije Beta, hegemonističkog  Cetagandanskog Carstva, kapitalistički nastrojenog Jacksonovog Skrovišta gdje jedino vrijedi zakon jačega, umjerenog i znanstveno orijentiranog Escobara. No postoji i niz drugih planeta ili svemirskih stanica koje su okrenute industrijskoj ili poljoprivrednoj proizvodnji ili pak piratstvu kao načinu preživljavanja.
Neka opisana sredstva koja su na raspolaganju ovim tehnološki razvijenim društvima, kao i njima prateća stajališta poprilično su zastrašujuća. Osim uobičajenih načina na koje se može umrijeti (npr. od sudara, eksplozije, požara i sl.) razvijena su i takva oružja koja ciljaju isključivo na živčani sustav, kao što je nervni disruptor. Već jedan pogodak iz takvog oružja može ili ubiti ili pak obogaljiti žrtvu do kraja života. Brzopent droga, uklanja osobnu volju i bilo koji otpor prilikom ispitivanja i također potiče na razgovor (kao serum istine ali daleko učinkovitiji), zbog toga je laganje ispitivaču sasvim nemoguće (iako je Miles jednom prilikom uspio izbjeći ispitivanje nakon što mu je prisilno bila ubrizgana ova droga upravo zahvaljujući sebi svojstvenoj hiperaktivnosti). Cetagandanski agenti primjenjuju kemijska i biološka sredstva kad se to pokaže potrebno. U Diplomatskom imunitetu je opisano jedno takvo sredstvo koje svoje žrtve svodi na biološku sluz. Znanstvenici s kapitalističkog i amoralnog planeta Jacksonovo Skrovište spremni su genetskim putem stvoriti čudovišta za prikladnu cijenu ili bilo koji drugi biološki ili tehnički oblik za zadovoljavanje seksualnih fantazija ili bilo kojih drugih perverzija. Ne prežu ni od toga da stvore klonove bogatih klijenata koje odgajaju do pune zrelosti (sa svim mogućim poboljšanjima koja naručiteljima padnu na pamet) samo da bi onda kirurškim putem odstranili njihove mozgove i u njihova tijela transplatirali mozgove naručitelja. To je oblik skupe ali i visoko rizične ostvarene besmrtnosti (u svakom desetom slučaju dolazi do nepopravljive štete na oba tijela). U suprotnosti s tim kolonija Beta nudi etički korektne genetske tretmane kao i psihoterapiju. Ali ponekad čak i njihovi medicinski stručnjaci mogu pogrešno smatrati da imaju pravo (u interesu pacijenta) intervenirati ako se pojavi sumnja da je netko bio podvrgnut tretmanima za korekciju pamćenja. Na koloniji Beta između ostaloga postoje i drakonski sistemi nadzora povećanja broja populacije. Usađivanje kontracepcijskih implantata zahtjeva se za sve, iako je s druge strane njihovo poimanje seksualnog morala među najtolerantnijim u neksusu.
Većina pojava u neksusu navedena su samo radi same radnje, što nije različito od ostalih međuzvjezdanih pustolovina. Autorica je ipak izbjegavala potrebu da opisuje takve detalje kao što je tehnologija koja stoji iza veoma snažnih svemirskih brodova, ekstremnu biotehnologiju i slično.

### Povijest Barrayara
Barrayar je nekih 300 godina prije nego što započinje radnja ove sage bio koloniziran od ljudi koji su prvenstveno bili ruskog, francuskog, engleskog ili grčkog podrijetla, a engleski je bio primarni jezik međusobnog sporazumijevanja. Ubrzo nakon kolonizacije 50.000 doseljenika bilo je odsječeno od ostatka svijeta kad je došlo do destabilizacije crvotočine koja je povezivala Barrayar s ostalim nastanjenim planetima. Kroz sljedeća dva stoljeća, planet je prošao kroz prilično burno razdoblje i na njemu se razvio feudalni sustav vlasti svojstven za Europsko plemstvo iz 19. stoljeća. Car je vrhovni vladar a poduprt je od strane šezdesetoro lokalnih grofova i drugih manjih plemića. Plemići pripadaju vojnoj kasti i uz svoje obiteljsko ime dodaju prefiks Vor kako bi se razlikovali od ostalih.
Barrayar je naknadno bio ponovno otkriven i povezan s ostalim planetima, kroz drugu crvotočinu koja ih je povezivala s bogatim trgovačkim planetom Komarrom. Njihovo ponovno otkriće dovelo je do toga da su u roku od jednog stoljeća sa zaostalog feudalnog uređenje prešli na napredno međugalaktičko društvo. Komarrani su iskoristili ovo otkriće time što su dopustili susjednom ekspanzionistički nastrojenom Cetagandanskom Carstvu da okupira Barrayar, a u zamjenu za pravo trgovine. Usprkos značajnoj tehnološkoj prednosti, Cetagandanski napadi i sama okupacija bila je uspješno odbijena, u velikoj mjeri upravo zahvaljujući djelovanju generala grofa Piotra Vorkosigana (Milesovog djeda).
Za vrijeme vladavine ludog cara Yuria Vorbarre, koji je bio svrgnut s prijestolja od strane Piotra Vorkosigana i njihovog zajedničkog rođaka Ezara Vorbarre, donesena je ideja o osvajanju Komarra. Kad je Ezar Vorbarra, preuzeo upravljanje Barrayarom i naknadnim postavljanjem Vorkosiganovog jedinog preživjelog sina Arala za najmlađeg admirala ikad u povijesti Barrayara, ideja o osvajanju Komarra bila je konačno realizirana. To je bilo u svrhu buduće zaštite Barrayara ali također i radi osveta za Komarrsku suradnju s cetagandanskim okupacijskim snagama. Tijekom primirja, a nakon provedene okupacije, dogodio se krvavi incident bez admiral Vorkosiganovog znanja ili pristanka. Dvjestotinjak Komarrskih vođa bilo je pogubljeno i tako je Aral Vorkosigan zadobio nadimak "Komarrski koljač". Ovo je izazvalo značajne probleme pri upravljanju tim osvojenim planetom, a i također je obilježilo Barrayar u kontaktu s ostalim civilizacijama.

## Redoslijed čitanja
Bujold je odlično uspjela u nastojanju da se većina knjiga iz Vorkosigan sage može čitati i razumjeti sama za sebe bez prethodnog čitanja knjiga koje kronološke prethode pojedinoj priči. Ali neke obrađene teme bile bi lakše razumljive ako bi se knjige čitale određenim redoslijedom.
- - Barrayar je najbolje pročitati nakon Krhotina časti.
  - Braća po oružju, Ples zrcala i Pamćenje bi se trebale čitati tim redom. U knjizi Braća po oružju upoznaje se čitatelja kako Miles balansira svojim dvostrukim identitetom i kako je novinaru admirala Naismitha predstavio kao svojeg klona, prije nego što je saznao da i u stvarnom životu ima brata-klona Marka. Ples zrcala i Pamćenje mnogo je lakše čitati kad se poznaje ova informacija.
  - Komarr, Građanska dužnost i Diplomatski imunitet bi se trebale čitati tim redosljedom jer prikazuju razvoj odnosa između Milesa i Ekaterine.

Pitanje koju bi knjigu bilo najbolje prvu pročitati malo je škakljivo. Stvar je u tome što su kasnije napisane knjige bolje napisane, ali one također logički ovise o ranijim knjigama kako bi ih se u potpunosti razumjelo.
Dvije najočitije priče s kojima bi se moglo početi su Krhotine časti, prva knjiga u kojoj se spominje neki član iz obitelji Vorkosigan ili Pripravnik za ratnika, prva knjiga u kojoj je glavni lik Miles. Ipak, mnogi Bujoldini obožavatelji te dvije knjige ujedno smatraju njezinim najlošijim djelima. Krhotine časti je Bujoldin prvi roman i u sebi sadržava osnovnu romantičnu priču: Cordelia i Aral se zaljubljuju na prvi pogled i na kraju Cordelia napušta svoju karijeru kao i svoj dom kako bi se udala za Arala. Pripravnik za ratnika je knjiga nabijena akcijom, puna životne energije, ali njezin zaplet se previše temelji na slučajnosti. Da Miles nije naletio na prave ljude u baš pravom trenutku da sastavi svoju posadu, on nikad ne bi ni stvorio Dendarijske plaćenike.
Zbirka kratkih priča iz knjige Granice vječnosti najčešće se preporučuje među Bujoldinim obožavateljima kao dobar početak za upoznavanje s likovima iz ovog serijala. Pogotovo zato što se tako stječe dobar uvid u Milesove avanture.
Druga dobra knjiga s kojom bi se moglo započeti je Komarr, posebno za one čitatelje koje više zanima detektivska priča od SF žanra ili motiv traženja vlastitog identiteta svojstven za svemirske opere. Iako je ova knjiga pri kraju Vorkosigan sage, prikazuje Milesa na početku njegove druge karijere i djelomično iz perspektive nekog koji ga nikad prije nije upoznao.
Za one čitatelje koji inače nisu ljubitelji znanstvene fantastike (a i poneke koji to jesu), Građanska dužnost predstavlja zanimljiv među-žanr povezujući krimić, političke spletke te romantičnu radnju bez da se prethodno mora pročitati Komarr. Zloglasna "scena večernje zabave" sama za sebe već je dobar mamac za neodlučne čitatelje. Ovaj roman također nudi veliki broj dijaloga s istaknutim uvidom u psihologiju kao i karakter likova.

## Nove knjige iz Vorkosigan sage
Dana 20. srpnja 2006. godine, Baen Books je objavio na svojim mrežnim stranicama kako će objaviti novu knjigu o Vorkosiganovima unutar sljedećih par godina. Ovu vijest je potvrdila Lois McMaster Bujold, ali nije još otkrila nikakve detalje o sadržaju te predstojeće knjige. Ipak kako je i sama autorica primijetila na svojoj mrežnoj stranici, logični sljedeći korak bio bi smrt Arala Vorkosigana i povratak Cordelie na koloniju Beta.

## Izdane knjige
Priče iz Vorkosigan sage su naknadno bile ponovno objavljene u skupnim svescima:
- Cordeliina čast (izdane u lipnju 2000.)
  - Krhotine časti,
  - Barrayar

- Mladi Miles (izdane u lipnju 1997.)
  - Pripravnik za ratnika,
  - Planine korote,
  - Vorska igra

- Miles, misterija i pustošenje (izdane u kolovozu 2003.)
  - Cetaganda,
  - Ethan od Athosa,
  - Labirint

- Milesove pustolovine (izdane u rujnu 2002.)
  - Granice vječnosti,
  - Braća po oružju,
  - Ples zrcala

- Miles, mutanti i mikrobi (izdane u kolovozu 2007.)
  - Slobodni pad,
  - Diplomatski imunitet,
  - Labirint

- Zaljubljeni Miles (predstoji u veljači 2008.)
  - Komarr,
  - Građanska dužnost,
  - Zimoslavni darovi

- Vorkosiganove igre (izdano)
  - Vorska igra,
  - Planine korote,
  - Labirint,
  - Granice vječnosti

## Vanjske poveznice
- The Bujold Nexus – Službena web-stranica autorice Lois McMaster Bujold
- The Dendarii Nexus– web-stranica također posvećena Vorkosigan sagi
  - Miles Vorkosigan/Naismith: His Life And Times– Milesov život
  - Njemačka naslovnica izdanja Pripravnika za ratnika
- Katalog u Baen booksu  Arhivirana inačica izvorne stranice od 3. veljače 2004. (Wayback Machine)
  - Planine korote kratka priča  Arhivirana inačica izvorne stranice od 28. prosinca 2007. (Wayback Machine) - tekst na engleskom jeziku